# Wundarzt
Wundarzt ist die frühere, vom Mittelalter (zuerst als „arzet vür die wunden“ Anfang des 13. Jahrhunderts) bis in die zweite Hälfte des 19. Jahrhunderts verwendete Bezeichnung für verschiedene, chirurgisch als Chirurgus (oder chirurgicus) tätige Heilkundige. Wundärzte waren auch beim Militär, wo sie Feldscher genannt wurden, anzutreffen und es gab Wundärzte, die in größeren Ansiedlungen eigene Praxen betrieben oder als Wanderärzte durch die Lande zogen. Auch bei Hofe waren Wundärzte zur persönlichen Betreuung bessergestellter Persönlichkeiten angestellt. Wundärzte waren bei allerlei Krankheiten wichtige Anlaufstellen für die Bevölkerung. Im Mittelalter wurde es in vielen Städten üblich, Wundärzte als sogenannte Stadtärzte zu bestallen. Besondere Berühmtheit erlangte der in weiten Teilen Deutschlands tätig gewesene und in Münden verstorbene Johann Andreas Eisenbarth („Doktor Eisenbarth“, 1663–1727). Ein anderes Beispiel ist Daniel Schwabe in Königsberg (Preußen).

## Ausbildung
In Deutschland hatte sich der Berufsstand wuntarzet gegen Ende des 13. Jahrhunderts herangebildet. Wundärzte (mittelhochdeutsch wundarzaten) hatten in der Regel eine handwerkliche Ausbildung (Handwerkschirurg) absolviert, das heißt eine Handwerkslehre bei einem Bader oder Barbier, mit abschließender Gesellenprüfung. Um die Ausbildung und Ausübung der Wundheilkunde qualitativ sicherzustellen und sich vor Missbrauch und Scharlatanerie zu schützen, wurden Berufsordnungen erlassen, die die Tätigkeit der zünftischen Wundärzte („Scherer“, „chirurgi“, „tonsores“) regelten. Bestimmte Verrichtungen waren beispielsweise nur unter Aufsicht oder nach Anweisung eines gelehrten Arztes (zur Unterscheidung von Scherern und Wundärzten gelegentlich als „Bucharzt“ bezeichnet) zulässig. Akademische Ärzte nahmen aber selbst keine chirurgischen Eingriffe vor. Die Chirurgie wurde deswegen damals als handwerkliche Ausbildung an den Universitäten gering geachtet oder war gar verpönt.
Manche Wundärzte waren auf bestimmte Verrichtungen spezialisiert und konzentrierten sich z. B. auf das Starstechen oder das Steinschneiden, wie z. B. Lenhart Steinmann in Lübeck, wobei manche sowohl als „Schnittarzt“ (etwa bei der Behandlung von Leistenbrüchen) wie auch als Augenarzt bzw. oculist operativ tätig waren. Fahrende Wundärzte boten ihre Dienste vornehmlich auf Jahrmärkten an, wodurch der Scharlatanerie zum Teil massiv Vorschub geleistet wurde.
Es gab auch Wundärzte, die ihre Kenntnisse als Autodidakten oder durch Überlieferung des Wissens in der Familie erlangt hatten. Sie konnten ihre Kunst nur mit einem landesherrlichen Privileg ausüben und mussten eine Prüfung vor dem Collegium Medicum bestehen.

## Aufgaben des Wundarztes

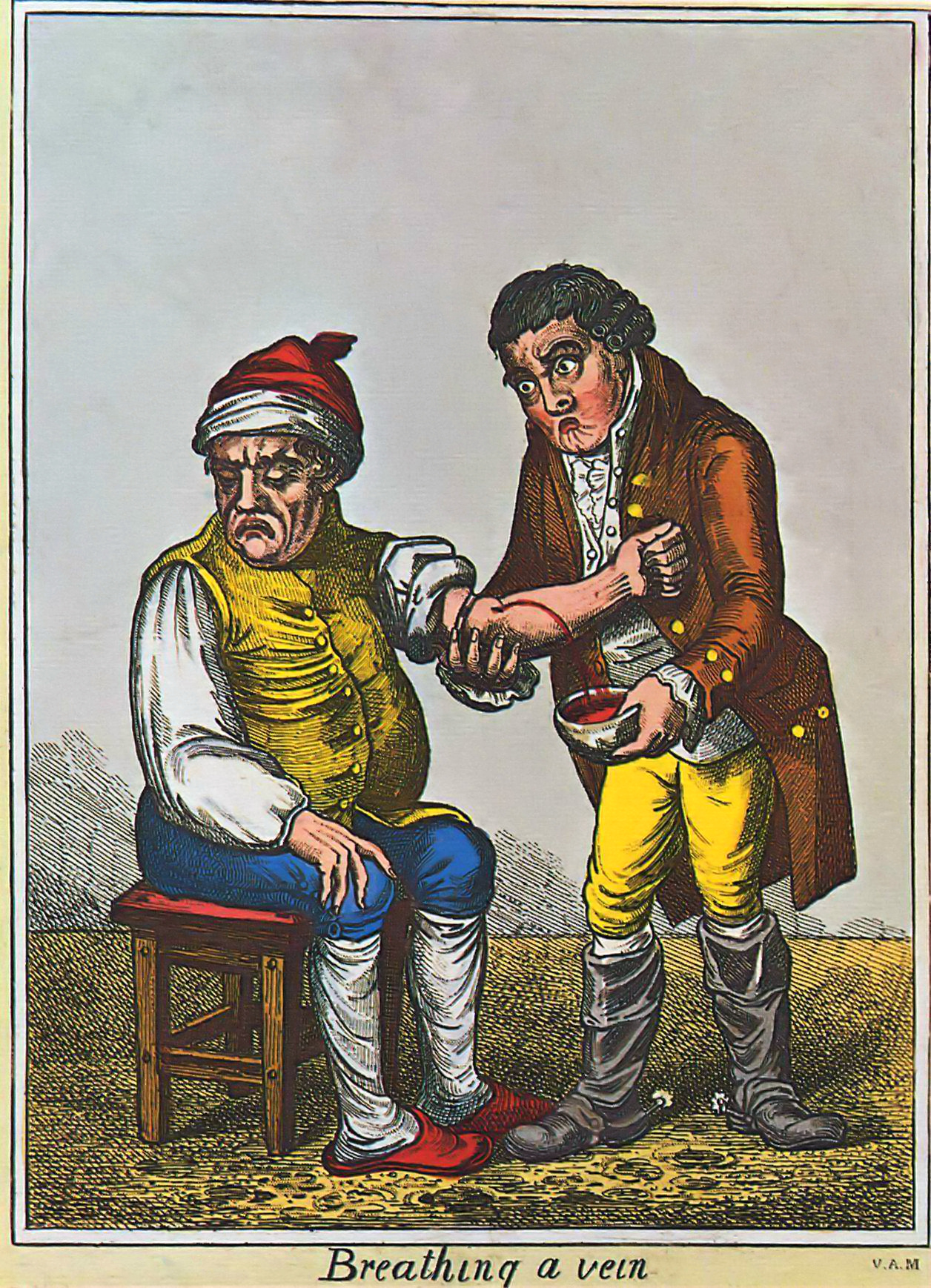
James Gillray: Der Aderlass (um 1805)

Hauptaufgabe der Wundärzte war, wie der Name bereits vermuten lässt, neben dem damaligen „Allheilmittel“, dem Aderlass, die Versorgung äußerer Wunden (wie schon beim „arzet vür die wunden“ in Wolfram von Eschenbachs Parzival). Außerdem behandelten Wundärzte Abszesse, Tumoren, Hämorrhoiden, Verbrennungen und Krampfadern, führten Starstiche, Blasenstein- und Bruchoperationen und Darmnähte durch, renkten Gelenke ein, versorgten Knochenbrüche und zogen Zähne. Gelegentlich hatten sie auch zusätzliche Einkünfte durch Betätigung als Barbier. Außerdem nahmen Wundärzte Amputationen vor und stellten Prothesen her. Am Übergang vom Mittelalter zur Neuzeit trugen die Wundärzte die Hauptlast der ärztlichen Versorgung.

## Abgrenzung zwischen Wundarzt, Bader und Barbier
Die Ausübung der praktischen Chirurgie im Mittelalter oblag den in Zünften zusammengeschlossenen Handwerkschirurgen. Je nach regionaler Ausprägung waren dies die Bader, Barbiere und Wundärzte. So lautet die englische Bezeichnung für die historischen Berufe Bader, Wundarzt und Handwerkschirurg „Barber-surgeon“ und die französische Bezeichnung „Barbier-chirurgien“. Die im Militär bestallten Bader, Barbiere oder Wundärzte wurden  Feldscher genannt. Die Abgrenzung der Aufgaben des Wundarztes zu denen des Baders, Barbiers und Scherers ist somit schwierig. Auch ansässige oder wandernde Bader und Barbiere ließen zur Ader und behandelten Knochenbrüche, Verrenkungen, frische Wunden, Zahnschmerzen und allgemeine innere Erkrankungen. In der Hauptsache waren Barbiere für das Rasieren und den Aderlass zuständig und wirkten zusätzlich als Zahnärzte und Apotheker. Barbiere wurden gesellschaftlich weniger geachtet als Wundärzte, oft wurden sie, obwohl sie sich im Gegensatz zu den Wundärzten auch mit Medikamenten auskannten, sogar als Quacksalber bezeichnet. Dennoch brachten es einige Barbiere zu hohem Ansehen und Wohlstand. Bader übten die Tätigkeiten der „kleinen Chirurgie“ aus. Sie betrieben Badestuben und Heilbäder. Mitunter gingen sie ihrem Beruf auf Wanderschaft nach, welche ein geforderter Teil der Ausbildung zum Meister war. Bader wie Scherer gelten als Vorläufer des Wundarztes.

## Handwerksärzte und akademische Medizin

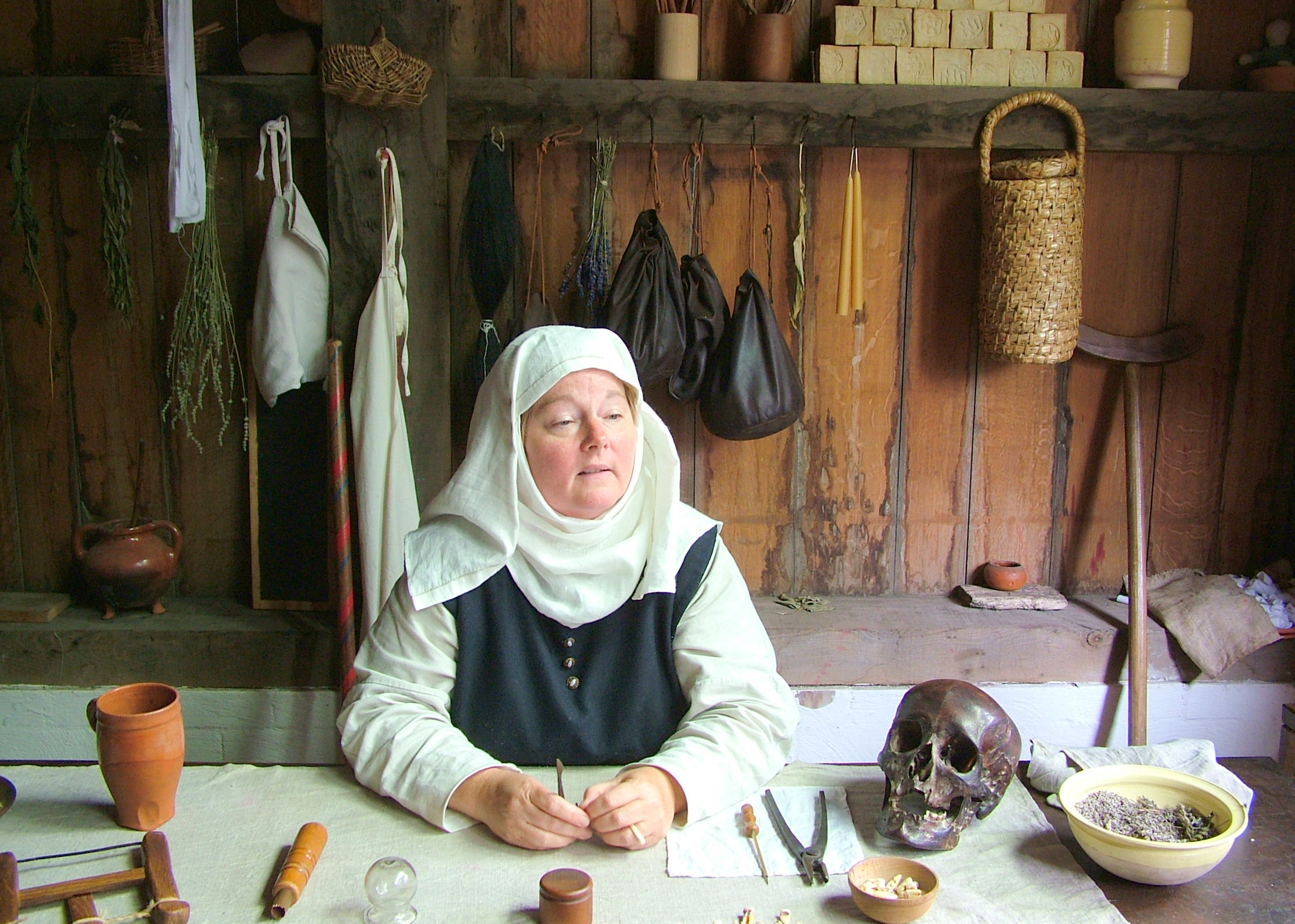
Schauspielerin, verkleidet als Frau eines mittelalterlichen Wundarztes oder Baders, Archeon

Die Aufgaben der Wundärzte (chirurgi) und akademischer Mediziner (medici) begannen sich ab dem 10. Jahrhundert voneinander zu trennen. Diese Trennung von Chirurgie und Innerer Medizin, der sich die akademischen Ärzte widmeten, wurde offiziell bestärkt durch einen Beschluss des Konzils von Tours (1163) und einen des IV. Laterankonzils von 1215. Damit wurde den Akademikern der Verzicht auf chirurgische Praktiken vorgeschrieben. Hintergrund war, dass es während und nach chirurgischen Eingriffen oft zu Todesfällen kam, was moralisch nicht mit dem geistlichen Amt der damals noch überwiegend klerikalen Ärzte zu vereinbaren war. Dadurch wurde die Chirurgie als mindere Medizin aus den Universitäten ausgeschlossen und in den Verantwortungsbereich der handwerklichen Bader und Barbiere gegeben. Ebenso wie akademische Ärzte keine chirurgischen Eingriffe vornahmen, war es Wundärzten untersagt, Innere Medizin zu betreiben. Wundärzte verfassten jedoch auch heilkundliche Schriften (etwa Rezeptarien und andere Arzneibücher).
Wegen der strikten Trennung der Aufgabenbereiche kam es häufig zu Streitigkeiten und gegenseitigen Vorwürfen von Quacksalberei zwischen gelehrten Ärzten („Medici“, als städtische Angestellte auch „Physici“ genannt) und Wundärzten. In der frühen Neuzeit wurde die Chirurgie zwar theoretischer Gegenstand der akademischen Ärzteausbildung, jedoch war die praktische Durchführung noch immer den Wundärzten überlassen. Auch assistierten Wundärzte bei Dozenten und Anatomen als „Prosektoren“ (Vorschneider) und nahmen, nach Anweisung der Gelehrten, die erforderlichen Eingriffe vor. Die Situation lässt sich anhand eines Zitates von Albrecht von Haller gut beschreiben: „Wiewohl ich 17 Jahre hindurch Professor der Chirurgie gewesen bin und an Leichen immer wieder die schwierigsten chirurgischen Eingriffe gelehrt habe, so brachte ich es doch nie über mich, an lebenden Menschen das Messer anzuwenden, weil ich damit allzu sehr zu schaden fürchtete.“  Erst im 18. Jahrhundert wurde damit begonnen, die Berufe Wundarzt und gelehrter Arzt schrittweise einander anzunähern. Die handwerkliche Ausbildung der Wundärzte war bis in die zweite Hälfte des 19. Jahrhunderts hinein üblich. Die gesamte damalige Heilkunde (Innere Medizin, Chirurgie und Geburtshilfe) wurde in Bayern 1843 mit dem akademischen Vollmediziner zusammengefasst (alte Arztschilder trugen etwa noch die Bezeichnung „Arzt, Wundarzt u. Geburtshelfer“). In Preußen, wo die Unterschiede von Wundarzt und Arzt in einer gemeinsamen Approbationsordnung für Ärzte, Wundärzte und Geburtshelfer 1852 geregelt worden war, hob eine Gewerbeordnung von 1869 die Institution der Wundärzte auf. Nachdem am 1. Januar 1872 Artikel 29 der Gewerbeordnung des Deutschen Reichs die Wundärzte als Berufsgruppe aufgehoben hatte, wurden die letzten Wundarztprüfungen noch 1873 in Württemberg durchgeführt. Danach wurden nur noch akademische Chirurgen ausgebildet. Der 1847 entstandene Verein württembergischer Wundärzte und Geburtshelfer bestand noch bis 1919.
In Österreich wurden unter Maria Theresia Anstalten für die Medizinisch-chirurgische Ausbildung der Wundärzte gegründet, da es für die medizinische Betreuung der Bevölkerung viel zu wenige akademische Ärzte gab. Diese Schulen wurde in den Hauptstädten jener österreichischen Regionen eingerichtet, wo keine Universitäten bestanden oder aber nur Universitäten ohne medizinische Fakultät. Diese Lehranstalten versorgten über 100 Jahre lang die Landbevölkerung mit Wundärzten. Diese Studien dauerten anfangs zwei, später dann drei Jahre. Ab 1777 war für Wundärzte der Anatomieunterricht verpflichtend. Im 19. Jahrhundert wurden die Weichen für die moderne Medizin gestellt und die Zweiteilung in Innere Medizin und Chirurgie überwunden. 1873 wurden die Chirurgenschulen geschlossen. Arzt konnte man nur mehr durch ein akademisches Studium werden.
Die praktizierenden Wundärzte in Österreich waren gegenüber den an den Universitäten promovierten Ärzten noch jahrelang in der Überzahl. Nach der Schließung der Chirurgenschulen ging naturgemäß ihre Anzahl allmählich zurück, bis sie 1937 auf Null war.

## Bekannte Wundärzte
Die meisten Wundärzte des Mittelalters und der Frühen Neuzeit blieben der medizinischen Literatur unbekannt. Zu den heute noch bekannten Wundärzten gehören:
- Hieronymus Brunschwig
- Peter Carpser
- Roger Frugardi
- Hans von Gersdorff
- Lanfrank von Mailand
- Henri de Mondeville
- Ortolf von Baierland
- Heinrich von Pfalzpaint
- Hans Seyff
- Jan Yperman (in Ypern)
- Wilhelm Fabry (Fabricus von Hilden; 1560–1634)

## Wundärzte als Kurpfuscher
Wundärzten war es, wie oben beschrieben nicht gestattet, Innere Medizin zu betreiben, die den gelehrten Ärzten vorbehalten war. Es war ihnen somit nicht erlaubt, den Ärzten „in die Kur zu pfuschen“. Viele Wundärzte missachteten die strikte Trennung in der Praxis und wurden so zu „Kurpfuschern“, was zunächst nicht die Qualität der Behandlung bewertete, sondern die Tatsache zum Ausdruck brachte, dass der „Kurpfuscher“ eine Behandlung durchführte, zu der er im Grunde nicht berechtigt war.